# Catharsius renaudpauliani
Catharsius renaudpauliani är en skalbaggsart som beskrevs av Teruo Ochi och Masahiro Kon 1996. Catharsius renaudpauliani ingår i släktet Catharsius och familjen bladhorningar. Inga underarter finns listade.